# یوشیو اتسومی
یوشیو اتسومی (انگلیسی: Yoshio Utsumi؛ زادهٔ ۱۴ اوت ۱۹۴۲) یک دانشمند اهل ژاپن است.